# Luis García Plaza
Luis García Plaza (Madrid, España, 1 de diciembre de 1972) es un exfutbolista y entrenador español. Jugó de defensa central. Actualmente se encuentra sin equipo tras dirigir al Deportivo Alavés.

## Trayectoria

### Como jugador
Siendo jugador, Luis García tuvo más bien una trayectoria fugaz y discreta, en la que jugó en Segunda B con el Atlético de Madrid "B" y con el Benidorm. Como canterano atlético llegó a estar en una concentración con el primer equipo pero no llegó nunca a debutar. Su máximo logro deportivo fue un ascenso a Segunda "B" con el equipo alicantino del Benidorm. Se retiró como futbolista en el año 2000 cuando tenía 27 años de edad tras una grave lesión de menisco y tras haber tenido anteriormente otra grave lesión de hombro que le mantuvo meses en el dique seco.

### Inicios como entrenador
Tras su retirada se afincó en Altea, y comenzó una trayectoria fulgurante como entrenador en la que en menos de diez años ha pasado de entrenar en Regional Preferente a hacerlo en Primera División. Comenzó en el Unión Deportiva Altea, en Regional Preferente de la Comunidad Valenciana, pasando por diversos equipos de la provincia de Alicante como el Villajoyosa y el Benidorm.
En la temporada 2005-06, Luis García dirigió al Villarreal "B", llevando al filial amarillo a la lucha por el ascenso a Segunda División B.
En el curso siguiente pasó al banquillo del Elche, en Segunda División A. Fue despedido en enero de 2007, tras sumar 19 puntos en el mismo número de encuentros.
También estuvo al frente del Benidorm Club Deportivo, al que estuvo a punto de ascender, terminando cuarto en el grupo III de la Segunda B.

#### Levante U. D.
En 2008, el Levante Unión Deportiva, de Valencia, se hizo con sus servicios como entrenador de la primera plantilla, que se encontraba en Segunda División de España. Luis García logró dejar al equipo octavo en la clasificación en su primera temporada en el banquillo "granota" (2008-09). Poco a poco comentaristas, periodistas y aficionados empezaron a llamarle amigablemente "Luisgar".
Para la temporada 2009-10, el Levante UD, que celebraba el centenario de su fundación y seguía sin tener dinero para buenos fichajes, le volvió a ofrecer a Luis García una plantilla llena de veteranos, canteranos y segundos suplentes de otros equipos para afrontar la liga. La temporada empezó como se esperaba, puesto que el objetivo del club era mantenerse en la categoría, y en la primera vuelta, Luis García posicionó al equipo en la zona tranquila. Entonces llegó el culmen de su carrera actual: consiguió que el Levante UD se convirtiera en el mejor equipo de Segunda División y en uno de los mejores de Europa en lo referente a la segunda vuelta (sumando 45 puntos en la segunda parte del campeonato por los 26 de la primera vuelta). Luis García motivó a los suyos y consiguió de forma totalmente inesperada el ascenso a Primera División con el Levante UD, que le hizo merecedor del Trofeo Miguel Muñoz de esa temporada.
Al año siguiente, ya en la máxima categoría, logró una holgada permanencia para el equipo granota tras sobreponerse a una primera vuelta complicada.

#### Getafe C.F.
El buen hacer de Luis García llamó la atención del Getafe CF, que lo contrató tras una sufrida permanencia; y bajo la dirección del técnico madrileño, logró una tranquila salvación en las temporadas 2011-12 y 2012-13. Al comenzar su tercera campaña, Luis García se convirtió en el técnico que ha dirigido al Getafe en más partidos de la máxima categoría, alcanzando los 100 encuentros al frente del conjunto azulón el 16 de febrero de 2014. Fue destituido el 10 de marzo de 2014, con el equipo madrileño a un punto de los puestos de descenso tras encadenar 12 partidos sin ganar.

#### Baniyas S.C.
En verano de 2014, el Baniyas SC de los Emiratos Árabes Unidos se hizo con los servicios de Luis García. Se desvinculó del club emiratí en marzo de 2016.

#### Beijing Renhe
El 9 de junio de 2017, firmó un contrato como nuevo técnico del Beijing Renhe de la China League One, con el que logró el ascenso a la Superliga de China en 2017.

#### Villarreal C.F.
El 10 de diciembre de 2018, se incorporó al Villarreal tras la destitución de Javi Calleja. El técnico madrileño, que completaría su segunda etapa en el club tras dirigir al Villarreal "B" durante la temporada 2005-06, recaló en el club amarillo acompañado por los miembros del cuerpo técnico Pedro Rostoll (segundo entrenador), Eduardo Domínguez (preparador físico) y Raúl Gallego (analista). Sin embargo, fue despedido el 29 de enero de 2019, tras solamente un mes y medio en el cargo, tras no poder remontar el vuelo del conjunto amarillo al sumar una victoria, cinco empates y tres derrotas en 9 partidos.

#### Beijing Renhe
El 9 de julio de 2019, se confirmó su vuelta al Beijing Renhe, sustituyendo a Aleksandar Stanojević.

#### Al-Shabab Club
El 17 de diciembre de 2019, fichó por el Al-Shabab Club de Arabia Saudita. El 25 de julio, se confirmó su marcha del club por motivos personales.

#### R. C. D. Mallorca
El 6 de agosto de 2020, se incorporó al Real Club Deportivo Mallorca. El 18 de mayo de 2021, obtuvo el ascenso a Primera División con el equipo balear. Fue destituido el 22 de marzo de 2022, después de acumular seis derrotas consecutivas, dejando al conjunto mallorquinista en puestos de descenso.

#### Deportivo Alavés
El 23 de mayo de 2022, se confirmó su fichaje por el Deportivo Alavés, firmando hasta el 30 de junio de 2023. Logró el ascenso a Primera División tras imponerse en la final de la promoción, retornando al equipo babazorro a la élite un año después de su descenso. El 17 de mayo de 2024, tras al haber logrado la permanencia, renovó su contrato con el club por dos temporadas. Sin embargo, fue cesado en sus funciones el 3 de diciembre del mismo año, pese a que el conjunto vasco no ocupaba puestos de descenso.

## Clubes y estadísticas

### Como jugador
| Club                         | País   | Año       |
| ---------------------------- | ------ | --------- |
| Club Atlético de Madrid "B"  | España | 1991-1994 |
| Yeclano Club de Fútbol       | España | 1994-1995 |
| Rayo Vallecano de Madrid "B" | España | 1995-1996 |
| Talavera Club de Fútbol      | España | 1996      |
| Benidorm Club Deportivo      | España | 1996-2000 |

### Como entrenador
Actualizado al 2 de diciembre de 2024.
| Club                 | País                   | Año       | PJ  | PG  | PE  | PP  | % ptos. |
| -------------------- | ---------------------- | --------- | --- | --- | --- | --- | ------- |
| U. D. Altea          | España                 | 2001-2003 | 68  | 35  | 22  | 11  | 62.25   |
| Villajoyosa C. F.    | España                 | 2003-2005 | 76  | 31  | 16  | 29  | 47.81   |
| Villarreal C. F. "B" | España                 | 2005-2006 | 46  | 32  | 11  | 3   | 77.54   |
| Elche C. F.          | España                 | 2006-2007 | 21  | 5   | 7   | 9   | 34.92   |
| Benidorm C. F.       | España                 | 2007-2008 | 40  | 16  | 12  | 12  | 50      |
| Levante U. D.        | España                 | 2008-2011 | 128 | 51  | 34  | 43  | 55.16   |
| Getafe C. F.         | España                 | 2011-2014 | 113 | 34  | 29  | 50  | 30.09   |
| Baniyas SC           | Emiratos Árabes Unidos | 2014-2016 | 63  | 22  | 19  | 22  | 44.97   |
| Beijing Renhe        | China                  | 2017-2018 | 50  | 22  | 14  | 14  | 53.33   |
| Villarreal C. F.     | España                 | 2018-2019 | 6   | 0   | 4   | 2   | 22.22   |
| Beijing Renhe        | China                  | 2019      | 11  | 0   | 2   | 9   | 6.06    |
| Al-Shabab Club       | Arabia Saudita         | 2019-2020 | 13  | 7   | 1   | 5   | 56.41   |
| R.C.D. Mallorca      | España                 | 2020-2022 | 77  | 35  | 19  | 23  | 53.68   |
| Deportivo Alavés     | España                 | 2022-2024 | 108 | 44  | 28  | 36  | 49.38   |
| Total                | Total                  | Total     | 824 | 335 | 219 | 270 | 49.51   |